# Walk (canción de Pantera)
«Walk» es una canción de la banda de groove metal Pantera, lanzada como cuarto sencillo de su sexto álbum Vulgar Display of Power. Es una de las canciones más populares y representativas de la banda. La portada del sencillo corresponde a una captura de pantalla del video de la canción "Mouth for War". 
Una presentación en directo de esta canción fue incluida en el disco recopilatario de directos Official Live: 101 Proof y la versión de estudio es también incluida en el disco de grandes éxitos de la banda : The Best of Pantera: Far Beyond the Great Southern Cowboys' Vulgar Hits!. 
Walk aparece en el puesto número 16 en el ranking 40 Greatest Metal Songs de la cadena de televisión VH1. La revista Guitar world votó el solo de Walk como el 57° mejor de todos los tiempos.
La canción ha sido versionada por varios artistas, incluyendo Trivium, Fall Out Boy, Seether, Operator, Disturbed, Alice in Chains, Avenged Sevenfold, Sevendust, Fear Factory y Ang Skang.
Una versión realizada por Kilgore fue usada en Extreme Championship Wrestling como el tema de entrada del luchador Rob Van Dam.
- Datos: Q2707763